# Пельгжимка (Нижньосілезьке воєводство)
Пельгжимка (пол. Pielgrzymka, нім. Pilgramsdorf) — село в Польщі, у гміні Пельгжимка Злоторийського повіту Нижньосілезького воєводства.
Населення — 774 особи (2011).
У 1975-1998 роках село належало до Легницького воєводства.

## Демографія
Демографічна структура станом на 31 березня 2011 року:
|          | Загалом | Допрацездатний вік | Працездатний вік | Постпрацездатний вік |
| -------- | ------- | ------------------ | ---------------- | -------------------- |
| Чоловіки | 381     | 83                 | 278              | 20                   |
| Жінки    | 393     | 67                 | 256              | 70                   |
| Разом    | 774     | 150                | 534              | 90                   |